# Fredrik Pereswetoff-Morath
Carl Fredrik Pereswetoff-Morath, född 15 juni 1843 på Kallerstads gård i S:t Lars socken, död 2 april 1919 i Linköping, var en svensk skriftställare och diktare.

## Biografi
Pereswetoff-Morath, som föddes i en adlig militärsläkt av ryskt ursprung, blev efter en kort tid som student vid Uppsala universitet kadett vid Krigsakademien på Karlberg den 23 maj 1864. Härifrån avgick han utan officersexamen 16 september 1871. I stället var han förvaltare av Kallerstads egendom 1872–1883 och från 1873 korrespondent i Östgöta Correspondenten, Norrköpings Tidningar, Smålands Allehanda, Norrbottens Allehanda och Östgöten samt 1879 redaktör för tidningen Östergötland. Hans sju år vid Krigsakademien gav rikt material för hans Kadettminnen från det gamla Carlberg, utgivna 1889 under pseudonymen Murre. Boken fångar livet vid skolan och har kommit att bli ett viktigt verk i Karlbergslitteraturen. Han skrev även under pseudonymerna F. M., Per Jönsson, Densamme, -th och Per Bevillningskrona.
Han är begravd i familjegraven på Linköpings gamla griftegård under en sten med devisen Vixit dum vixit laetus (”Så länge han levde, levde han glad”).

## Familj
Fredrik Pereswetoff-Morath var son till godsägaren och löjtnanten Charles Emil Pereswetoff-Morath och dennes tremänning Carolina Pereswetoff-Morath. Han förblev själv ogift och med honom utgick ätten Pereswetoff-Moraths adliga gren på svärdssidan. Att detta riskerade att ske var sannolikt en anledning till att han 1918 adopterade sin släkting Carl-Magnus Dahlqvist, sedermera överstelöjtnant Carl-Magnus Pereswetoff-Morath. Dennes mor, Ida Pereswetoff-Morath, var hans tre- och fyrmänning.